# Rafał Rakowski
Rafał Rakowski herbu Trzywdar – rotmistrz chorągwi 6. Brygady Kawalerii Narodowej w latach 1781–1783.
W 1789 roku został kawalerem Orderu Świętego Stanisława. 